# Грабовець (притока Секчова)
Грабовець (словац. Hrabovec) — річка в Словаччині у регіоні Шариш, ліва притока Секчова, протікає в окрузі Бардіїв.
Довжина — 13.2 км. Витік знаходиться в масиві Ондавська височина — на висоті приблизно 540-515 метрів (схил гори Буданова). Протікає територією сіл Яновце і Раславиці
Впадає у Секчов на висоті приблизно 299 метрів.
Притоки
- праві
  - безіменні
  - Бродок
- ліві
  - безіменні
  - Решовка